# Pitkin (Luizjana)
Pitkin – jednostka osadnicza w Stanach Zjednoczonych, w stanie Luizjana, w parafii Vernon.